# Castil de Peones
Castil de Peones est une commune d'Espagne dans la communauté autonome de Castille-et-León, province de Burgos.

## Description
Elle s'étend sur 13,98 km2 et comptait environ 32 habitants en 2011.